# Casa Macaya
La casa Macaya es un edificio modernista proyectado por Josep Puig i Cadafalch en el año 1898 y fue la primera sede del Centro Cultural de la Fundación ”la Caixa”. 
El 23 de octubre de 2012 se inauguraron las nuevas instalaciones hasta transformarse en un centro de reflexión y de debate entre diferentes actores sociales con el objetivo de propulsar el conocimiento y la reflexión intelectual para su aplicación social real con resultados intangibles. 

## El edificio
La casa Macaya es un edificio modernista situado en el número 108 del Paseo de San Juan en Barcelona. Fue proyectado por el arquitecto Josep Puig i Cadafalch para el industrial y coleccionista de objetos de cristal Macaya i Gibert. La casa fue construida entre los años 1898-1900 y declarada Bien Cultural de Interés Nacional por la Generalidad de Cataluña el día 9 de enero de 1976.
La fachada se distingue por el color blanco, con esgrafiados en ocre realizados por Joan Paradís, mientras que el trabajo de forja de las rejas estuvo a cargo de Manuel Ballarín. A pesar de la austeridad de la fachada, el balcón corrido de la planta principal, los remates de las ventanas y una pequeña tribuna tienen gran ornamentación de la piedra labrada, gracias a Eusebi Arnau y Alfons Jujol, colaboradores habituales del arquitecto.

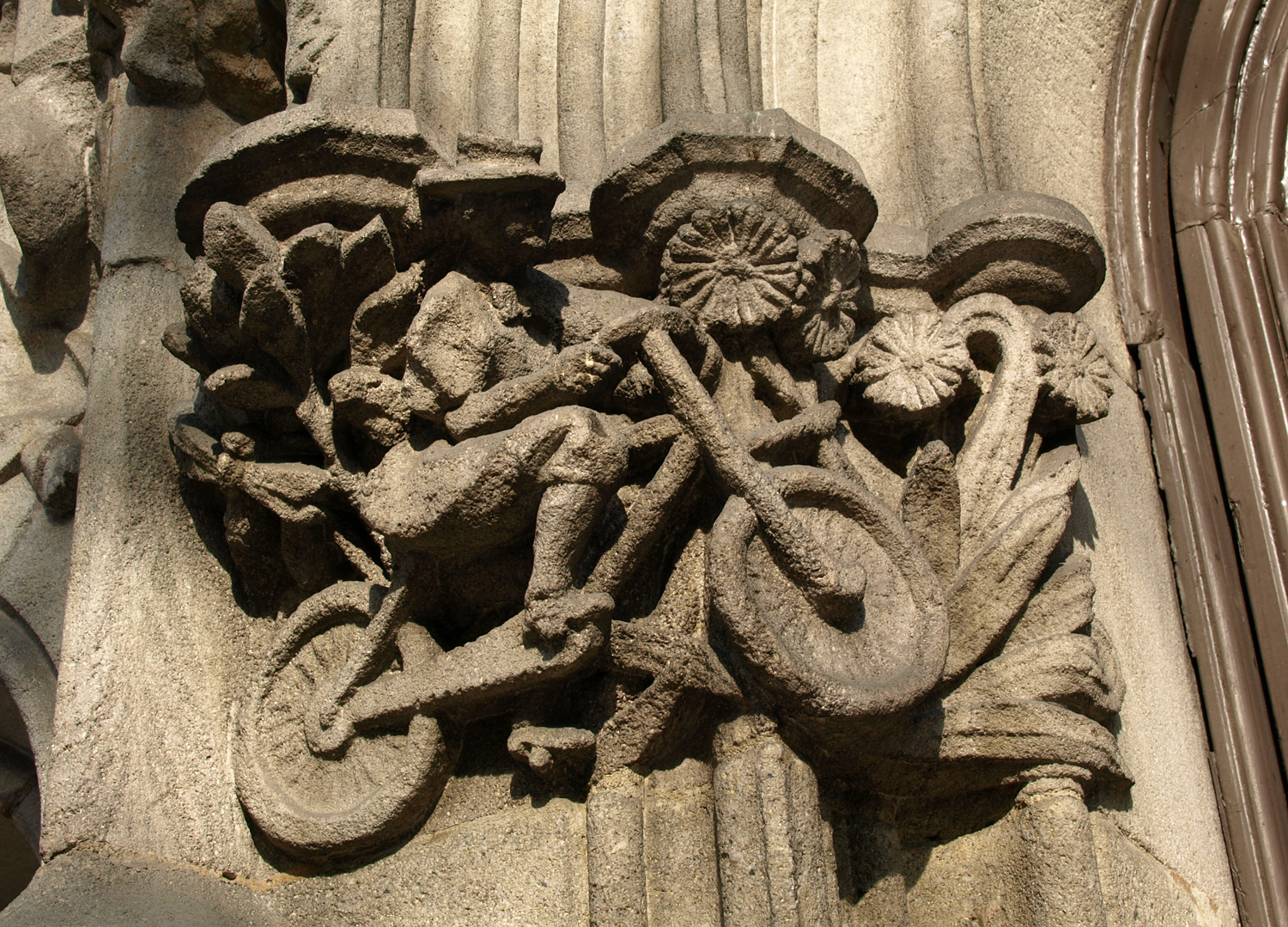
Detalle del capitel con ciclista.

En el capitel de la parte izquierda de la entrada principal, se aprecia la figura de un ciclista. Se trata de un guiño del escultor hacia Puig i Cadafalch, que por entonces estaba construyendo la Casa Amatller y se desplazaba entre las dos obras (Paseo de Gracia y Paseo de San Juan) sobre una bicicleta.
El vestíbulo se encuentra decorado con esgrafiados y azulejos, del que sobresale una escalera hacia la planta superior, labrada en piedra y adornada con motivos florales.

## La Fundación "la Caixa"
En CaixaForum Macaya de la Fundación ”la Caixa” se trabaja para divulgar conocimiento en ciencias sociales y humanidades con el fin de fomentar en las personas el espíritu crítico y el sentido de justicia social.
Las actividades de CaixaForum Macaya están abiertas a toda la ciudadanía, así como a profesionales del tercer sector e investigadores en el ámbito de las ciencias sociales. 

## Espacios
El centro dispone de diferentes espacios para la celebración de actividades, como la sala de actos, con un aforo de 142 plazas, o la sala Macaya, cuya capacidad es de 80 personas, así como aulas polivalentes con capacidad para albergar entre 20 y 70 personas. 
La Casa Macaya dispone de una web en la que consultar la programación de las diferentes conferencias, seminarios y debates que se llevan a cabo. 
Además, el centro también ofrece visitas dirigidas a todas las personas que tengan interés en conocer el edificio a través de su historia y también desde el punto de vista del uso actual de toda la infraestructura.

El edificio es propiedad de La Caixa y se utiliza para exposiciones de arte.